# Мухамед Мехмедбашић
Мухамед Мехмедбашић (Столац, 1886 — Сарајево, 29. мај 1943) био је српски и југословенски револуционар. Као младобосанац био је учесник у атентату на аустроугарског престолонаследника Франца Фердинанда. За своје учествовање у атентату, био је осуђен, а затим и помилован. Преживео је Први светски рат, а током Другог су га ухапсиле и мучиле усташе. Након изласка из затвора, преминуо је 29. мајa 1943. године у Сарајеву, од последица тортуре. Сахрањен је у сарајевској четврти Бутмир.

## Биографија

### Младост
Мухамед Мехмедбашић је рођен 1886. године у муслиманској породици у Стоцу, у Херцеговини. Његов отац је био сиромашан, иако је раније био део османског босанског племства. Мехмедбашић је радио као столар. Током путовања једне муслиманске омладинске организације у Београд, Мехмедбашић се спријатељио са Мустафом Голубићем, још једним муслиманом, такође из Стоца. који је утицао на његова револуционарна осећања. Мехмедбашић се, као и Мустафа Голубић, изјашњавао као Србин Муслиман.
Док је радио као столар, Мехмедбашић се спријатељио са чланом Црне руке Данилом Илићем, главним организатором завере против аустроугарске власти у Босни и Херцеговини. Приступио је револуционарној организацији Млада Босна и постао колега њеног идеолога Владимира Гаћиновића, који је такође био члан Црне руке. Пошто је Мехмедбашић имао јак српски националистички осећај, а Илић и Гаћиновић у њему су видели снажан карактер, добио је деликатне дужности. На Црну руку заклели су га покрајински директор за Босну и Херцеговину Владимир Гаћиновић и Данило Илић. Србија се борила у Балканским ратовима 1912–1913. Оснивач Црне руке Војислав Танкосић предводио је четнички одред, у који су се добровољно пријавили многи револуционари (укључујући и Голубића).

### Млада Босна

#### Покушај атентата на Оскара Поћорека
Крајем 1913. Данило Илић је приликом сусрета са српским капетаном и сабратом у Ужицу препоручио престанак изградње револуционарне организације и прелазак на директну акцију против Аустроугарске. Илић се потом састао са начелником Војне обавештајне службе Србије пуковником Драгутином Димитријевићем „Аписом“, вођом Црне руке, да би разговарали о томе. Аписова десна рука, српски мајор Војислав Танкосић, сазвао је састанак о планирању акције у Тулузу, у Француској. На православну Нову годину, Голубић је позвао Мехмедбашића, који је био у Стоцу, да одмах дође на скуп у Тулуз. Током овог састанка у јануару 1914. разговарало се о разним могућим аустроугарским циљевима за атентат, укључујући Франца Фердинанда. Међутим, одлучено је само да се убије гувернер Босне, Оскар Поћорек. Заверу за атентат су у Тулузу организовали Гаћиновић и Голубић. За задатак је изабран Мехмедбашић. Отишао је из Стоца са 300 круна позајмљених за финансирање. Мехмедбашић је (према његовим речима) био „жељан да изврши терористички чин како би оживео револуционарни дух Босне“. Добио је шведски нож са отровом.
Мехмедбашић је у Дубровник стигао паробродом, а затим је отпутовао возом. На Хумској железничкој станици, на путу за Сарајево, жандарми су претресли воз; плашећи се да су га открили, бацио је нож кроз прозор. Планирано је да Поћорек буде убијен крајем марта 1914. године, када је у Сарајеву требало да буде устоличен нови муфтија Чаушевић. Међутим, чувши да ће аустријски надвојвода Франц Фердинанд на Видовдан доћи у Сарајево, Црна рука се предомислила. Надвојводина посета на Видовдан (28. јун), српски државни празник, доживљена је као увреда. Илић је позвао Мехмедбашића и обавестио га 26. марта да је сада план да се убије надвојвода Франц Фердинанд, по Аписовом налогу, а Мехмедбашић треба да буде спреман за нову операцију. Мехмедбашић је током разговора о атентату рекао да ће се "пола Босне и Херцеговине укључити у заверу, а друга половина ће одобравати све што радимо".

#### Атентат на Франца Фердинанда
Апис и колеге завереници Милан Цигановић и мајор Танкосић ангажовали су тројицу младића, Гаврила Принципа, Недељка Чабриновића и Трифка Грабежа да изврше атентат. Гаврило Принцип је у Сарајеву остао са Данилом Илићем, који је као резервни тим ангажовао још тројицу, Васу Чубриловића, Цвјетка Поповића и Мехмедбашића. Дана 28. јуна, у недељу, поворка је одвела краљевску странку у Градску кућу на званични пријем. Група од шест атентатора била је позиционирана дуж руте, Апел кеја.
Прва прилика указала се Мехмедбашићу, који је стајао поред Аустроугарске банке, али је изгубио живце (касније је тврдио да је у близини стајао полицајац и да би интервенисао да му је узео гранату) и гледао како колона пролази. Исто тако, други, Чубриловић, није поступио. Следећи, Чабриновић, бацио је своју бомбу која се одбила од краљевског аутомобила и експлодирала испод следећег аутомобила, ранивши двојицу у ауту и двадесет у гомили, а затим није успео у самоубиству јер му цијанид није деловао и био је ухапшен. Пошто је колона кренула погрешним путем до болнице, нашла се испред кафића у којем је био Принцип; испалио је смртоносне хице на краљевски пар, а затим окренуо пиштољ на себе, међутим, двојица пролазника су га зауставила и он је ухапшен.
Чабриновић и Принцип су се под тортуром одрекли имена својих колега завереника. Мехмедбашић је успео да побегне (у цивилу и фесу) у Црну Гору и стигао 4. јула, али су Данило Илић, Вељко Чубриловић, Васо Чубриловић, Цвјетко Поповић и Мишко Јовановић ухапшени и оптужени за издају и убиство. Сазнавши да се Мехмедбашић налази у Никшићу, аустроугарске власти су позвале црногорске власти да га ухапсе и предају њима. Јован Пламенац је рекао да је црногорска влада дала строга наређења за хватање Мехмедбашића, али је аустроугарску дипломатију обавестила да црногорска влада нема намеру да га преда ако га заробе, већ да ће му судити црногорски суд. Мехмедбашића су 12. јула ухапсиле црногорске власти. Међутим, прије него што је изручен, два дана касније побјегао је из никшићког затвора. Тврдило се да га је црногорска власт сакрила и послала преко планине Чакор у Србију. Аустроугарске власти су осумњичиле црногорски дослух у његовом бекству и ухапсиле жандарме који су чували Мехмедбашића. Током заточеништва Мехмедбашић је признао своје саучесништво у атентату.

### Први светски рат
У Србији се Мехмедбашић сусрео са Мустафом Голубићем, са којим се придружио четничком одреду Војислава Танкосића који је ратовао у Првом светском рату. Обучавао је босанске добровољце. Мехмедбашић се састајао са Аписом у више наврата.
Мехмедбашић је оптужен да је учествовао у наводној завери за убиство српског регента Александра 1916. године. Регент Александар и њему лојални официри су неко време планирали да се отарасе војне клике на челу са Аписом која је представљала политичку претњу Александровој моћи. Аустроугарски захтев за мир дао је додатни подстицај овом плану. Дана 15. марта 1917. Апис и њему лојални официри били су оптужени, по разним лажним оптужбама од стране српског војног суда на Солунском фронту под француском контролом (познат као Солунски процес). 23. маја Апис и осам његових сарадника осуђени су на смрт; двојица (један Мехмедбашић) осуђени су на 15 година затвора. Оптужбе су на крају смањене, остављајући на снази три смртне казне. Међу суђеним, своје улоге у Сарајеву признали су Апис, Љубомир Вуловић, Раде Малобабић и Мехмедбашић.
Током суђења Мехмедбашић је рекао: "у Србији сам својим очима видео Пијемонт српства, ништа друго нисам могао да видим...“ и да му је идол „народни гуслар (песник) који пева српске песме." Касније се показало да је Мехмедбашић заправо доказао да је суђење нетачно. Врховни суд Србије је поново судио и сви оптужени су ослобођени (рехабилитирани) 1953. године.
Преживео је рат и долазак српске војске у Босну и Херцеговину, ког је назвао „најсрећнијим даном у свом животу“. Мехмедбашић је смењен и пуштен 1919. године.

### Међуратни период и смрт
После Првог светског рата Мехмедбашић се враћа у Сарајево и 1919. године је помилован.
Године 1943. у Сарајеву Мехмедбашића хапсе усташе, а у затвору проживљава страшне тортуре. Након изласка из затвора, преминуо је 29. мајa 1943. године у Сарајеву, од последица ових тортура. Сахрањен је у сарајевској четврти Бутмир, на периферији града.